# Ma papà ti manda sola?
Ma papà ti manda sola? (What's Up, Doc?) è un film del 1972 diretto da Peter Bogdanovich, con Ryan O'Neal e Barbra Streisand.

## Trama
Howard Bannister è un imbranato musicologo che, accompagnato dalla pedante fidanzata Eunice, giunge a San Francisco dallo Iowa per cercar di ottenere la borsa di studio (20.000 dollari al migliore progetto di ricerca musicale) messa in palio dall'eccentrico milionario Frederick Larrabee. Howard custodisce gelosamente in una valigetta di tela scozzese le pietre ignee che gli servono a documentare le proprie teorie sulla musica primitiva, ma appena arrivato a San Francisco viene abbordato da una stravagante ragazza specializzata nel combinare guai, Judy, che si invaghisce di lui a prima vista, lo corteggia sfacciatamente e si spaccia per la sua fidanzata nella cena di gala dell'Associazione Americana di Musicologia, convincendo peraltro il finanziatore ad assegnare la borsa di studio proprio a lui.
Nell'albergo di lusso che ospita gli aspiranti alla borsa di studio ci sono però in circolazione altre tre valigette di tela scozzese identiche a quella di Howard: una contenente documenti top secret contesi da due goffe spie; una contenente i gioielli di un'anziana milionaria sui quali hanno messo gli occhi due ladri; e una contenente normale biancheria da viaggio. Naturalmente le valigette vengono scambiate tra di loro e tutti si ritrovano con quella sbagliata, in una serie di equivoci a raffica, fino a uno spettacolare inseguimento automobilistico "tutti contro tutti" per le strade di San Francisco che si conclude con un salto in mare delle auto e dei loro occupanti.
Arrestati dalla polizia, finiscono tutti davanti a un giudice che si scoprirà essere il padre di Judy. Intanto, nel giro di poche ore, Eunice si è innamorata del milionario Frederick, che dapprima sospende la borsa di studio a Howard, poi gliela assegna nuovamente grazie a un nuovo intervento di Judy. Eunice se ne riparte con Frederick, mentre Howard si appresta a tornare nello Iowa da solo, benché abbia capito di esser innamorato dell'incontenibile Judy. Ma sull'aereo che lo riporta a casa c'è anche Judy, la quale racconta a un'infastidita vicina di posto che andrà a studiare musica nella scuola in cui insegna Howard. Questi si volta e la bacia appassionatamente, mentre Judy, citando una proverbiale frase di Love Story, gli dice: «Amare significa non dover mai dire mi dispiace». Al che lui risponde: «È la cosa più cretina che abbia mai sentito».

## Genesi e stile
Il progetto del film venne sottoposto a Bogdanovich da John Calley, padrone della Warner Bros., e da Barbra Streisand, che avevano molto apprezzato il film precedente del regista, il drammatico L'ultimo spettacolo. Anche questo nuovo progetto avrebbe dovuto essere drammatico, o perlomeno una commedia drammatica a sfondo sociale, ma Bogdanovich aveva voglia di cambiare genere e propose una commedia che si riallacciasse alla pochade francese e alla screwball comedy hollywoodiana degli anni Trenta e Quaranta. Bogdanovich proveniva infatti dalla critica e aveva molto amato, da critico e da spettatore, i film dei fratelli Marx e di Stanlio e Ollio.
Alla sceneggiatura di Ma papà ti manda sola? il regista, autore del soggetto (liberamente tratto da un romanzo di Herman Raucher), lavorò insieme a Buck Henry (che aveva scritto nel 1967 Il laureato per Mike Nichols) e a Robert Benton e David Newman (che nel 1967 avevano scritto Gangster Story per Arthur Penn). Come protagonista maschile fu scelto Ryan O'Neal, nel momento della sua massima popolarità dopo il successo mondiale di Love Story (1970).
Il titolo originale, What's up, Doc? (traducibile in italiano come Che c'è, "dottore"?) cita alla lettera una battuta ricorrente del coniglio Bugs Bunny, celebre personaggio dei cartoons della Warner Bros., che Bogdanovich da ragazzo imitava a meraviglia, al punto da essere soprannominato "Bugs Bunny" dagli amici. Barbra Streisand, già premiata con l'Oscar tre anni prima per Funny Girl, rivela qui eccellenti doti comiche e porta ai massimi livelli «la sua perfetta imperfezione, la sua autoironia» e la sua «gioiosa imprevedibilità».
Il film, introdotto sotto i titoli di testa da una canzone del 1934 di Cole Porter (You're the Top), è un omaggio al cinema del passato, soprattutto a quello americano degli anni Trenta e Quaranta, tanto amato da Bogdanovich, e rientra secondo Tullio Kezich nella "operazione nostalgia" in atto a Hollywood negli anni Settanta. Ma resta, anche per chi non voglia trovarci rimandi cinefili, un esilarante incrocio tra screwball comedy e slapstick comedy sostenuto da «un ritmo senza tregua, battute umoristiche fulminanti nella migliore tradizione americana, inseguimenti mozzafiato alla Mack Sennett» (quello finale costò da solo un milione di dollari dell'epoca). Non vi mancano nemmeno le classiche torte in faccia, icona del cinema comico muto.
Pur senza esserne un remake, Ma papà ti manda sola? è costruito sul modello di una delle screwball comedies per eccellenza, Susanna! di Howard Hawks, soprattutto per il rapporto – che a poco a poco diventa rapporto amoroso – tra una incontenibile ragazza "svitata" (o forse soltanto libera) e uno studioso con gli occhiali a cui la ragazza rivoluziona in poche ore la vita rendendola più bella da vivere.

## Citazioni e rimandi
Nel finale, in un nuovo omaggio ai cartoons della Warner Bros. degli anni d'oro, vediamo proiettato sull'aereo che riporta O'Neal e la Streisand nello Iowa il finale del cartoon di Robert McKimson del 1950 che dà il titolo al film, What's up, Doc?, con un altro celebre personaggio, Porky Pig, che pronuncia la classica battuta finale dei cartoons Warner, «That'all, folks!» («È tutto, gente!»).
Molti elementi rimandano a Susanna! (1938) di Hawks: dal nome del personaggio di O'Neal (Howard, nome di battesimo di Hawks) al rapporto tra il serio e insieme distratto studioso e la ragazza scapestrata che combina un guaio dietro l'altro, fino a precisi dettagli come gli occhiali del protagonista e la giacca strappata. Ma vi sono chiari rimandi anche a Lady Eva (1941) di Preston Sturges, ai film di Buster Keaton, alle comiche dei Keystone Cops di Mack Sennett, alle commedie di Frank Capra (la scena del tribunale), al kolossal comico Questo pazzo, pazzo, pazzo, pazzo mondo (1963) di Stanley Kramer.
Non mancano omaggi a film "seri", a cominciare da quello a Casablanca (1943) di Michael Curtiz, quando O'Neal e la Streisand ne cantano la canzone-leitmotiv, As Time Goes By, sulla terrazza dell'albergo. L'inseguimento prefinale per le strade scoscese di San Francisco è una parodia di quello di Bullitt (1968) di Peter Yates. E, soprattutto, nel finale Ryan O'Neal fa l'esplicita parodia di se stesso nel suo più grande successo commerciale, il drammatico-patetico Love Story (1971) di Arthur Hiller: quando Barbra Streisand, facendo a sua volta la parodia della protagonista femminile di quel film, Ali MacGraw, gli spiega che «amare significa non dover mai dire "mi dispiace"» (la frase-simbolo del film di Hiller, diventata proverbiale in quegli anni), lui risponde: «È la cosa più cretina che abbia mai sentito».

## Riconoscimenti
Nel 2000 l'American Film Institute lo ha inserito al sessantunesimo posto nella lista delle 100 migliori commedie statunitensi, e nel 2002 lo ha inserito al sessantottesimo posto nella lista dei cento migliori film sentimentali statunitensi.